# (3619) Nash
(3619) Nash (1981 EU35) – planetoida z pasa głównego asteroid okrążająca Słońce w ciągu 3,69 lat w średniej odległości 2,39 au Odkrył ją Schelte Bus 2 marca 1981 roku.